# Grotte (Italie)
Grotte est une commune italienne d'environ 5 800 habitants située dans la province d'Agrigente, dans la région Sicile.

## Administration
| Période                                  | Période | Identité | Étiquette | Qualité |
| ---------------------------------------- | ------- | -------- | --------- | ------- |
|                                          |         |          |           |         |
| Les données manquantes sont à compléter. |         |          |           |         |

### Communes limitrophes
Aragona, Campofranco, Comitini, Favara, Milena, Racalmuto

## Personnes liées à Grotte
- Vincent Castronovo, professeur de médicine all'Université de Liège